# Aszmu-Nikal
Aszmu-Nikal (ékírással 𒊩𒀸𒈬𒉌𒆗 MUNUSaš-mu-ni-kal/gal9, fAšmu-Nikal, vagy Ašmu-Ningal) I. (II.) Tudhalijasz és Nikalmati leánya, hettita hercegnő. I. Arnuvandasszal kötött házassága révén a Hettita Birodalom királynéja, bár pontosabb meghatározás, hogy Arnuvandasz volt Aszmu-Nikal révén király. A házasságból két fiuk született, Aszmu-Szarruma és Tudhalijasz. Címe SAL.LUGAL(.GAL) tawannanna.
A hattuszaszi irattár dokumentumai között három nagyon fontos szöveg említi a nevét. A CTH#375 („Arnuvandasz és Aszmu-Nikal imája”) a hettita vallási irodalom egyik remeke. Ebből tudjuk, hogy az arinnai napistennő papnője volt. A CTH#326 („A Viharisten és Aszmu-Nikal”) már a hettita mitológiához tartozik. Végül a CTH#252 („Utasítás Aszmu-Nikal sírjának őréhez”) ismét történeti jellegű.
Aszmu-Nikal a második hurri nevű királyné a királyi családban. Neve az ősi Ningal istennő hurri Nikal változatából származik. Anyja, Nikalmati volt az első. Elsőszülött fiának Aszmu-Nikal is hurri nevet adott, mTašmišarri. Arnuvandasz alatt a királyság északon és délen nehéz helyzetbe került, miközben keleten és délen szilárdan tartották kézben területeiket. A hurri név talán kizzuvatnai származásra utal, ahol az előző században Mitanni befolyása érvényesült.

## Lásd még
- hettita királyok családfája
- hettita királynék listája